# Ribes varoi
Ribes varoi är en ripsväxtart som beskrevs av G. Blanca. Ribes varoi ingår i släktet ripsar, och familjen ripsväxter. Inga underarter finns listade i Catalogue of Life.